# Maronea
Maronea är ett släkte av lavar. Enligt Catalogue of Life ingår Maronea i familjen Fuscideaceae, ordningen Umbilicariales, klassen Lecanoromycetes, divisionen sporsäcksvampar och riket svampar, men enligt Dyntaxa är tillhörigheten istället familjen Fuscideaceae, klassen Lecanoromycetes, divisionen sporsäcksvampar och riket svampar.
| Maronea | \| \| Maronea constans \| \| \| \| \| \| Maronea afroalpina \| \| \| \| |
|         | \| \| Maronea constans \| \| \| \| \| \| Maronea afroalpina \| \| \| \| |
|         | Fuscidea                                                                |
|         |                                                                         |
|         | Hueidea                                                                 |
|         |                                                                         |
|         | Orphniospora                                                            |
|         |                                                                         |
|         | Maronea constans                                                        |
|         |                                                                         |
|         | Maronea afroalpina                                                      |
|         |                                                                         |

|  | Maronea constans   |
|  |                    |
|  | Maronea afroalpina |
|  |                    |